# Olga Grumberg
Pour les articles homonymes, voir Grumberg.
Olga Grumberg, née en 1970 est une actrice française. Elle est la fille de l'écrivain français Jean-Claude Grumberg.

## Biographie
Après des études de lettres, Olga va poursuivre une formation au Conservatoire national supérieur d'art dramatique, où elle reçoit l'enseignement de Madeleine Marion, de Catherine Hiegel et de Jacques Lassalle. Au cours de ses études au conservatoire, elle a adapté et mis en scène La Rue jaune d’après l’œuvre de Veza Canetti.
Par la suite, Olga Grumberg va travailler au théâtre ; on la verra notamment sous la direction de metteurs en scène tels que Georges Lavaudant (La Cour des comédiens, cour d'honneur d'Avignon, Ulysse matériaux, cabane de l'Odéon au quartz, Un fil à la patte de Georges Feydeau au Théâtre de l'Odéon), Laurent Gutmann (Œdipe roi de Sophocle), Bernard Sobel (La Fameuse Tragédie du riche juif de Malte de Christopher Marlowe), Jean-Michel Ribes (L'Enfant Do de Jean-Claude Grumberg et Jacques Rosner, et Souvenirs fantômes d’Arnold Wesker).
Gloria Paris l’a déjà dirigée à deux reprises dans Les Femmes savantes de Molière, et La Fausse Suivante de Marivaux. On l’a vue dernièrement dans H.H de Jean-Claude Grumberg, et au Théâtre de Bussang l’été 2008 dans Le Ravissement d’Adèle de Rémi de Vos, mis en scène par Pierre Guillois.
Olga Grumberg a également exprimé son talent au cinéma, dans Zone libre (2006) de Christophe Malavoy, dans Mon colonel (2006) de Laurent Herbiet, Je me fais rare (2006) de Dante Desarthe, ou encore Le Couperet (2004) de Costa-Gavras.

## Filmographie

### Cinéma
- 1993 : La Petite Apocalypse de Costa-Gavras : l'assistante du médecin
- 1997 : Lucie Aubrac de Claude Berri : Judith
- 1999 : La Débandade de Claude Berri : Nathalie Langmann
- 2001 : Mademoiselle de Philippe Lioret : Louise
- 2004 : Ne quittez pas ! d'Arthur Joffe : la secrétaire de Raveu
- 2005 : Le Couperet de Costa-Gavras : Iris Thompson
- 2006 : Je me fais rare de Dante Desarthe : la sœur d'Émilie
- 2006 : Mon colonel de Laurent Herbiet : Françoise
- 2007 : Zone libre de Christophe Malavoy : Léa
- 2007 : Komma de Martine Doyen : la journaliste
- 2008 : Ça m'est égal si demain n'arrive pas de Guillaume Malandrin : Anne, la mère
- 2010 : Kill Me Please de Olias Barco : Ingrid
- 2012 : Le Capital de Costa-Gavras
- 2015 : Pitchipoï de Charles Najman : La fonctionnaire
- 2015 : L'Antiquaire de François Margolin

### Télévision
- 1985 : Les Lendemains qui chantent
- 1991 : Le Miel amer
- 1993 : La Petite Apocalypse : assistante Docteur
- 1996 : Le Rêve d'Esther : l'infirmière
- 2000 : L'Enfant de la honte, téléfilm de Claudio Tonetti : Betty
- 2000 : Julien l'apprenti : Josiane
- 2004 : 93, rue Lauriston de Denys Granier-Deferre : Odile Panzer
- 2008 : Clémentine : Laure Chatillon

### Doublage
Films
- 1997 : Mad City : Laurie Callahan (Mia Kirshner)
- 2019 : Adults in the Room : Danae Stratou (Valeria Golino)

Films d'animation
- 2022 : Les Minions 2 : Il était une fois Gru : la maîtresse

## Théâtre
- 1993 : Demain, une fenêtre sur rue de Jean-Claude Grumberg, mise en scène Jean-Paul Roussillon, Théâtre national de la Colline
- 2000 : Les petites filles modèles de la comtesse de Ségur, mise en scène Cécile Backes, Théâtre de Malakoff
- 2001 : Un fil à la patte de Georges Feydeau, mise en scène Georges Lavaudant, Théâtre de l'Odéon
- 2002 : L'Enfant Do de Jean-Claude Grumberg, mise en scène Jean-Michel Ribes, Théâtre Hébertot
- 2003 : Materiau Platonov d'Anton Tchekhov, mise en scène d'Astrid Bas, Théâtre de l'Odéon
- 2004 : Souvenirs fanttômes de Arnold Wesker, mise en scène de Jacques Rosner, Théâtre 14
- 2005 : H.H. de Jean-Claude Grumberg, théâtre ouvert, lecture
- 2008 : Le Ravissement d'Adèle de Rémi de Vos, mise en scène Pierre Guillois, Théâtre du peuple à Bussang
- 2008 : Les Amoureux de Carlo Goldoni, mise en scène Gloria Paris, Théâtre du Nord, Théâtre de l'Ouest parisien
- 2009 : L'Européenne de David Lescot, mise en scène de l'auteur, Comédie de Reims, Théâtre des Abbesses, TNBA
- 2010 : L'Européenne de David Lescot, mise en scène de l'auteur, Théâtre de l'Union, tournée